# Famine de 792-794
La famine de 792-794 est un fléau qui dura trois ans dans l'empire franc et fut causé par des récoltes catastrophiques notamment en France et en Italie. Les annalistes rapportent des cas de cannibalisme et d'hallucination collective.

## Chronologie
En 792, la famine se déclenche à différents endroits de l'empire franc. Au printemps de la même année, Charlemagne ordonne que soient célébrées des messes pour faire cesser la famine et un jeûne de trois jours pour les ecclésiastiques, les comtes, les vassaux dominici et leurs subordonnés, et que chacun se charge de nourrir quelques affamés jusqu’à la prochaine récolte.
En 793, les réserves de nourriture sont épuisées dans tout l'Empire. Les Annales mosellannes évoquent que des cas d'anthropophagie ont été commis en disant que « la famine qui commença l'année précédente s'accrut tellement en raison de nos péchés qu'elle poussa les hommes non seulement à se nourrir de choses immondes, mais à manger d'autres hommes, ».
La chronique anglo-saxonne raconte qu’en Angleterre, la famine de 793 a été précédé par des ‘tourbillons excessifs, orages, des dragons de feu au ciel.’
En 794, l'hécatombe est à son paroxysme. Charlemagne, au concile de Francfort, ordonne de faire des réserves de grains sur les grands domaines et prend des mesures de taxation générale du prix des céréales.